# Kirche Bergshausen

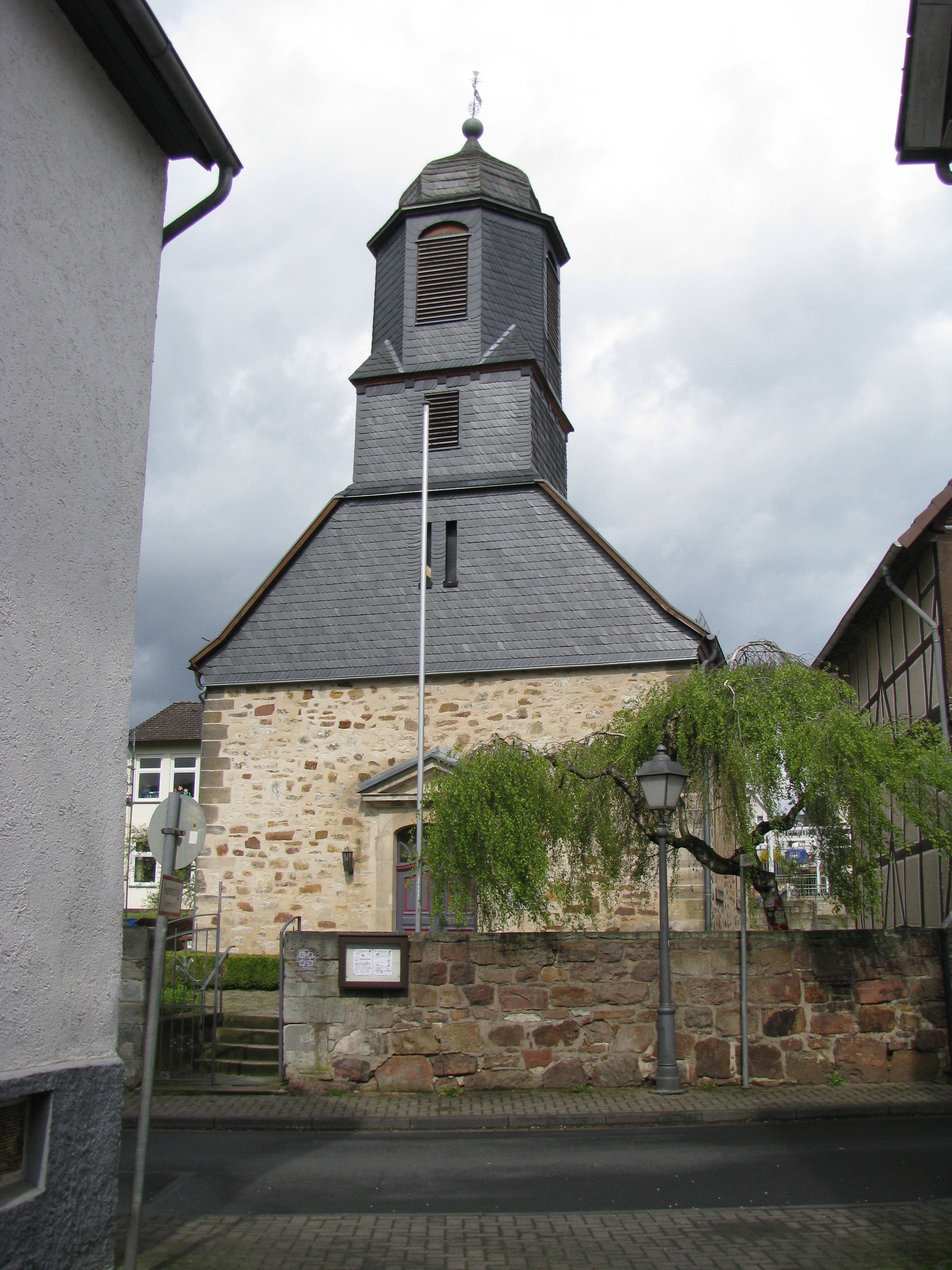
Kirche Bergshausen

Die evangelisch-unierte Kirche Bergshausen steht in Bergshausen, einem Ortsteil von Fuldabrück im Landkreis Kassel vom Hessen. Die Kirche gehört zur Kirchengemeinde Fuldabrück im Kirchenkreis Kaufungen im Sprengel Kassel der Evangelischen Kirche von Kurhessen-Waldeck.

## Beschreibung
Bereits 1370 wird eine Kapelle erwähnt. Auf ihren Grundmauern wurde 1714 die heutige Saalkirche aus Bruchsteinen mit Elementen des klassizistischen Baustils errichtet. An das Kirchenschiff schließt sich eine polygonale Apsis an. Im Innenraum sind beide durch einen Triumphbogen verbunden. Aus dem Satteldach des Kirchenschiffs erhebt sich am westlichen verschieferten Giebel ein quadratischer Dachturm, der einen achtseitigen Aufsatz hat, der mit einer glockenförmigen Haube bedeckt ist. In seinem Glockenstuhl sind zwei Kirchenglocken beheimatet. Das mit einem Tympanon verzierte Portal befindet sich im Westen. Über dem Vestibül befindet sich eine Empore, auf der seit 1965 das Orgelpositiv von Werner Bosch Orgelbau steht. Zuvor hatte die von Georg Wilhelm Wilhelmy 1779 gebaute Orgel ihren Platz auf einer Bühne über dem Altar. Außer der Orgelempore sind noch an den Längsseiten Emporen.